# 幻想世界魔法烈伝 WIZバスター
『幻想世界魔法烈伝 WIZバスター』（げんそうせかいまほうれつでん うぃずバスター）は、原作：岡田芽武、作画：てんま乱丸による日本の漫画作品。当初『月刊少年ガンガン』（スクウェア・エニックス）に連載されていたが、その後『月刊ガンガンWING』（同）に連載の場を移した。

## あらすじ
西暦1350年、教皇フラクタル率いる機械教団が突如としてイングランド王国に出現、侵攻を開始した。フラクタルは征服した土地の自然は全て機械に変えていき、瞬く間に国土の半分を奪い取る。そして、忍の住む辺境の村にも、フラクタル軍の魔の手が迫っていた。

## 登場人物
忍（しのぶ）
主人公。13歳の誕生日に、聖なる山に封印されていたカブトと共に旅立つ。正義感が強く、あきらめずに立ち向かっていく。当初、戦闘においては魔法銃を扱えるだけの素人だったが、大切なものを守るため服部半蔵正成に戦い方を教わる事になる。
カブト
忍のパートナー。忍の父に封印されていた。忍の魔法銃によって変身し、魔法単語帳に記された魔法(四字熟語)によって効果が異なる。
星火燎原
騎士の姿に変身する。
鎧袖一触
侍モードに変身する。剣より数段切れる刀を使うことができる。
暖衣飽食
大量の食料によってお腹が満たされる。
疾風迅雷
忍者モードに変身する。魔法が記されたページは、服部半蔵正成が忍の父から預かっていた。
エレナ姫
イングランド王国の姫。兄の身代わりとして、黒太子に変装していた。正体が知られた後も、基本的に黒太子を名乗っている。
チャイム・ブリット
鍛冶師サイレルの娘。ボルトーに父が連れ去られ、1人で暮らしていた。戦闘により家を破壊されたため、忍達についていくことになる。料理、家事全般をこなせる。
服部半蔵正成
忍者。忍の父の親友で、忍を守るために自ら封印されていた。口元をマスクで隠している。

### イングランド王国
黒太子（ブラックプリンス）
プリンス・オブ・ウェールズ。イングランド王国の皇子で、ドラゴンスレイヤーを持つ。ダゴンが城を襲撃したさいに駆けつけ、戦いの後は城を守るために残った。
ジョン
騎士団の副団長。ヒゲが特徴。当初は忍の力を疑っていたため、カブトと言い争っていた。

### フラクタル軍
ボルトー
四天王の1人で階級は少将。火炎のボルトーの異名をもち、「青」の騎兵団を率いる。
肩に装備している機械の竜は、精霊の力を使用し強力な炎を吐き出す。
ダレス
女神をさらうため、変装した姿。忍と偶然出会った時に利用することを思いつき、吟遊詩人ダレスを名乗る。
スクルー
ボルトーの手下。
ミール
ボルトーの部下で、科学者の娘。ファイター「ダゴン」に乗り、イングランド城を襲った。
ネイ
ミールの部下で、普段は素顔を隠している。スクルーと共にダゴンの操縦を行った。
レイ
四天王の1人で階級は元帥。ミールの父親。
ニド
ボルトー専属の洋裁係で、階級は軍曹。

## ファイター
フラクタル軍の使用する兵器。鉄の巨人と恐れられ、100人の弓隊の一斉射撃も通用しない。さまざまなタイプが存在し、形状も人型に限らない。コンピュータによる分析能力が備わっている他、全てのファイターに非常停止装置が存在する。破損した機体は回収され、次の機体の生産に使用される。
エスカルゴン
スクルーの相棒。ドリルとキャタピラを装備した地底戦車型。スクルーの危機に地下からドリルを出し、エレナの剣を折った。スクルーは機体の上に搭乗、指示を行うが直接操縦しているわけではない。カブトの鎧袖一触によって真っ二つに破壊された。
ダゴン
ミールの使用した、タコ型のファイター。スクルーとネイが操縦を担当する。通常の3倍のパワーと、20倍の強度で設計されている。ミスリル合金製で、本体部分はドラゴンの10倍の硬さ。触手を8本もつが本体より装甲が薄く、同時に操縦するのは困難。そのため切り落とされるが小回りがきくようになり、触手すべてがなくなってもプロペラによる飛行が可能。頭部の突起も射出型の武器であり、カブトに不意打ちを与えた。最終的には同じ部分への一点攻撃という忍の作戦により、忍に一刀両断される。
のらファイター
セタ村を襲った、旧式のファイター。旧式のため、停止ボタンのロックを解除するにはＩＤカードを投入するか、相手がフラクタル軍の人間だと認識する必要がある。未回収のまま放置されていたところに、忍の魔力を感知し動き出したとダレスは推測した。
高機動ファイター
女神を奪うため、ボルトーが搭乗した機体。侍モードでもついていけない速さ。疾風迅雷によって損傷を受けるが、空間転移装置で退却する。
大都市殲滅用兵器「ガンナー」
ミールが搭乗した機体。直立状態で搭乗し、ミールの動きをトレースして動く。コクピットにはATOMIC FUELの文字が確認できる。

## 単行本
1. ISBN 978-4870251625 1996年9月
2. ISBN 978-4870251816 1997年1月
3. ISBN 978-4870252486 1998年1月